# Keenan Arrison
Keenan Angelo Arrison (Cidade do Cabo, 23 de fevereiro de 1981), mais conhecido como Keenan Arrison, é um ator, dublador e cantor sul-africano. Ele é mais conhecido por seus papéis em séries de televisão como The Wild, After 9 e Shooting Stars.

## Vida pessoal
Arrison nasceu em 23 de fevereiro de 1981 na Cidade do Cabo, África do Sul. Ele é graduado em Performance ao Vivo e Cinema pela AFDA, Escola de Economia Criativa.

## Carreira
Em 2006, ele escreveu e dirigiu dois curtas-metragens: Ongeriewe e Freedom Days, sendo o primeiro indicado ao prêmio Cannes. Em 2007, ele desempenhou o papel "Roland" na série dramática da SABC1 Divers Down. No mesmo ano, ele se juntou ao drama de futebol da e.tv Shooting Stars e desempenhou o papel de "Clinton Arendse". Seu papel ganhou popularidade e ele continuou a interpretá-lo até a conclusão da terceira temporada em 2010. Em 2009, estreou no cinema com Shirley Adams e desempenhou o papel de "Donovan Adams". Depois disso, ele apareceu na novela The Wild da M-Net com o papel principal de "Ashwin Fernandez" em 2011. Em 2012, ele reprisou seu papel da primeira temporada.
Em 2013, Keenan fez um papel secundário como "Doutor" na segunda temporada da série dramática Skeem Saam da SABC1. No mesmo ano, ele se juntou à série dramática After 9 da SABC1 e interpretou o papel principal "Zane Matthews" na segunda temporada. No ano seguinte, ele apareceu em três seriados de televisão: o thriller de mistério da SABC2 Swartwater com o papel de "Vincent", a minissérie antológica da SABC1 When We Were Black com o papel de "Shaheed Aziz" e o drama de fantasia da M-Net Edge Dominion com o papel de "Irmão Paul".
Em 2016, ele fez o papel coadjuvante "James" no policial Die Byl, da kykNET. Então, em 2017, ele se juntou a outra série dramática da kykNET, Sara se Geheim, com o papel de "Danny", e continuou na segunda temporada também. Em 2018, atuou no filme de aventura de Hollywood Tomb Raider. Em 2019, ele apareceu na minissérie Trackers da M-Net e interpretou o papel "Ibrahim November". Em 2020, atuou nas séries: Siende Blind com o papel de "Ricky" e The Riviera com o papel de "Naz Isaacs". Em 2021, ele se juntou ao elenco da décima sétima temporada da popular novela kykNET Binnelanders.

## Filmografia
| Ano  | Título                                      | Papel            | Genre          | Ref.          |
| ---- | ------------------------------------------- | ---------------- | -------------- | ------------- |
| 2006 | Ongeriewe                                   | Charlie          | Curta-metragem | [ 11 ]        |
| 2006 | Freedom Days                                | Keenan           | Curta-metragem | [ 8 ]         |
| 2007 | Barren                                      | Keenan Barrendse | Curta-metragem | [ 12 ]        |
| 2007 | Divers Down                                 | Roland           | Série de TV    | [ 8 ]         |
| 2007 | Interrogation Room                          | Davie            | Série de TV    | [ 8 ]         |
| 2009 | Shooting Stars                              | Clinton Arendse  | Série de TV    | [ 8 ]         |
| 2009 | Shirley Adams                               | Donovan Adams    | Filme          | [ 13 ]        |
| 2011 | Skeem                                       | Claude Jnr       | Filme          | [ 14 ]        |
| 2011 | The Wild                                    | Ashwin Fernandez | Série de TV    | [ 8 ]         |
| 2013 | SAF3                                        | Ario Rivera      | Série de TV    | [ 8 ]         |
| 2013 | Skeem Saam                                  | Doutor           | Série de TV    | [ 8 ]         |
| 2013 | After 9                                     | Zane Matthews    | Série de TV    | [ 8 ]         |
| 2013 | To the Passerby                             | Homem cego       | Curta-metragem | [ 14 ]        |
| 2014 | Swartwater                                  | Vincent / Ashwin | Série de TV    | [ 8 ]         |
| 2014 | When We Were Black                          | Shaheed Aziz     | Série de TV    | [ 8 ]         |
| 2014 | Dominion                                    | Irmão Paul       | Série de TV    | [ 8 ]         |
| 2016 | Die Byl                                     | James            | Série de TV    | [ 8 ]         |
| 2016 | Twee Grade van Moord                        | Ra'ed Shad       | Filme          | [ 14 ]        |
| 2017 | Accident                                    | Thomas           | Filme          | [ 15 ]        |
| 2017 | Sara se Geheim                              | Danny            | Série de TV    | [ 8 ]         |
| 2018 | Tomb Raider                                 | Mercenário       | Filme          | [ 16 ]        |
| 2019 | Trackers                                    | Ibrahim November | Série de TV    | [ 8 ]         |
| 2020 | Siende Blind                                | Ricky            | Série de TV    | [ 8 ]         |
| 2020 | The Riviera                                 | Naz Isaacs       | Série de TV    | [ 8 ]         |
| 2021 | Binnelanders                                | Martin           | Série de TV    | [ 8 ]         |
| 2021 | Atlantis                                    | Nazeem           | Filme          | [ 14 ]        |
| 2022 | The Umbrella Men                            | Mortimer         | Filme          | [ 13 ]        |
| 2023 | The Umbrella Men: Escape from Robben Island | Mortimer         | Filme          | [ 13 ]        |
| 2024 | The Fix                                     | Solomon          | Filme          | [ 14 ] [ 13 ] |